# Letenye
Letenye là một thành phố thuộc hạt Zala, Hungary. Thành phố này có diện tích 41,72 km², dân số năm 2010 là 4189 người, mật độ 100 người/km².